# Franz von Liechtenstein
Franz de Paula Joachim Joseph von Liechtenstein (Bécs, 1802. február 25. – Bécs, 1887. március 31.) Liechtenstein hercege, császári katonatiszt az 1848–49-es forradalom elleni harcban.

## Élete

### Származása
Édesapja I. János József liechtensteini herceg volt (1760–1836), Liechtenstein uralkodó hercege 1805–1806, majd 1814–1836 között. Ő volt Liechtenstein utolsó hercege, aki a Német-római Birodalom hűbéreseként uralkodott. (A napóleoni háborúk során 1806–14 között országát régensként kormányozta).
Édesanyja Josephine Sophie fürstenberg–weitrai őrgrófnő (Landgräfin) volt (1776–1848). A hercegi párnak több gyermeke született, köztük a hatodik, Franz de Paula Joachim herceg. Apjának hercegi trónját 1836-ban harmadszülött bátyja, Aloys herceg örökölte, II. Alajos (Aloys II) néven.
Ősi arisztokrata családból származott, ahol a katonai szolgálat régi hagyományként öröklődött. Apja, Liechtenstein hercege, a napóleoni háborúkban szolgált tábornagyi rangban. Ő maga 1821-től az 1. svalizsér-ezred hadnagya lett. 1832-ben őrnagy a 7. Liechtenstein huszárezredben, amelynek ezredtulajdonosa saját édesapja volt. 1834-ben alezredes, 1836-ban ezredes, és a 9. huszárezred parancsnoka lett. 1844-től vezérőrnagyként a  Prágába dandárparancsnokká nevezték ki.

### Házassága
1841-ben Bécsben feleségül vette Ewa Jozefina Julia Eudoksia Potocki lengyel grófnőt (1818–1895); Alfred Józef Potocki gróf (1817–1889), osztrák miniszter húgát. Leszármazottaik lettek a ma uralkodó Liechtenstein hercegi család ősei.

### Szerepe az 1848–49-es hadjáratokban
1848-ban az itáliai felkelők elleni hadjáratban a Ludwig Welden tábornok által vezetett tartalék hadtestben szolgált, és dandárparancsnokként kitüntette magát. Megkapta a Lipót-rend lovagkeresztjét, ősszel Windisch-Grätz tábornagy hadseregéhez osztották be. A schwechati csatában a császári lovasság parancsnokaként harcolt. Jellasics haditerve szerint át kellett volna karolnia a magyar balszárnyat, de a magyar huszárok eredményesen feltartóztatták, közben a magyarok megfutamodása miatt nem nagyon maradt mit átkarolnia.
1848 decemberében altábornaggyá léptették elő, és a fősereg tartalék-hadtestének lovashadosztályát vezette. Tavasszal a Schlik tábornok által vezetett III. hadtest egyik hadosztály-parancsnokává nevezték ki. Az isaszegi csatában hadosztálya eredményesen helytállt Damjanich csapataival szemben.
A nyári hadjárat minden csatájában fontos szerepet játszott. Július közepétől a IV. (tartalék) hadtest parancsnoka lett. Újszegednél könnyebben megsebesült, de nem adta át a vezényletet. Temesvárnál oldalba kapta a magyar jobbszárnyat, eldöntve ezzel a csatát. Ősztől Haynau táborszernagy helyettese lett a 3. hadsereg élén.
Hat nappal a világosi fegyverletétel után Liechtenstein herceg azt a tanácsot adta régi bajtársának, Dessewffy Arisztid honvéd tábornoknak, hogy külföldre menekülés helyett egységével tegye le a fegyvert a császári csapatok előtt, mert csak így van esélye az uralkodói kegyelemre. Barátja ígéretében bízva Dessewffy augusztus 19-én valóban megadta magát a császáriaknak. Liechtenstein hercege azonban eredménytelenül igyekezett közbenjárni parancsnokánál a letartóztatott bajtárs érdekében. Az aradi hadbíróság Dessewffyt kötél általi halálra ítélte. Az a tény, hogy császári csapatok előtt kapitulált, csak annyiban „enyhítette” sorsát, hogy ítéletét Haynau utóbb golyó általi halálra változtatta.
A temesvári csatában nyújtott teljesítményéért Liechtenstein altábornagy 1850-ben megkapta a Katonai Mária Terézia-rend lovagkeresztjét.